# Bison Dele
Bison Dele (nacido Brian Carson Williams, 6 de abril de 1969 - 7 de julio de 2002) fue un jugador de baloncesto estadounidense que disputó 8 temporadas en la NBA. con 2,06 metros de altura, jugaba en la posición de pívot. Se cree que fue asesinado por su hermano mayor en el mar en 2002.

## Trayectoria deportiva

### Instituto
Su temporada júnior de instituto la disputó en el Bishop Gorman High School de Las Vegas, Nevada.
En su año sénior, asistió al Saint Monica Catholic High School en Santa Monica, California, donde su dorsal está retirado. Allí promedió 17,3 puntos, 12,7 rebotes y 9,1 tapones por encuentro.

### Selección nacional
En el verano de 1987 fue elegido como integrante del Team USA júnior que disputó el Mundial Sub-19 de Bormio en Italia, y que ganó la plata, tras perder la final ante Yugoslavia.

### Universidad
Comenzó su carrera colegial en 1987 en los Terrapins de la Universidad de Maryland, jugando allí durante un año. 
La siguiente temporada sería transferido a los Wildcats de la Universidad de Arizona.

### Profesional
Después de jugar durante tres temporadas en Arizona, fue reclutado en primera ronda del draft de la NBA de 1991 por Orlando Magic. En su contrato constaba que jugaría, al menos, durante dos temporadas en Orlando.
Tras dos temporadas en Orlando, fue traspasado a Denver Nuggets, a cambio de Anthony Cook, Todd Lichti y donde jugaría otras dos temporadas. En la temporada 1993-94, jugó el máximo número de partidos que jugaría en una temporada con un total de 80 encuentros, promediando 8 puntos por partido. 
El 19 de septiembre de 1995 fue traspasado a Los Angeles Clippers por un año, a cambio de Elmore Spencer. Allí mejoró su juego, promediando 15,8 puntos por partido. Pero debido a una disputa a la hora de cerrar el contrato con los Clippers, ya que Williams pedía un salario demasiado alto, no pudo encontrar un equipo para el comienzo de la temporada 1996-97. 
El 2 de abril de 1997 firmaría con los Chicago Bulls, hasta final de temporada. Donde jugó nueve partidos, convirtiéndose en un jugador importante que llevaría a los Bulls a ganar su quinto campeonato. 
En agosto de 1997 firmó por dos temporadas en los Detroit Pistons, donde alcanzó su mejor rendimiento con 16,2 puntos y 8,9 rebotes por partido en la temporada 1997-98. En 1998, cambió su nombre por Bison Dele en honor a sus ancestros afroestadounidenses, y jugó su última temporada bajo ese nombre.

### Retirada
Dele, quien fue conocido en parte por su comportamiento excéntrico, se retiró repentinamente de la NBA de forma desconcertante. Se retiró antes de que empezase la temporada 1999-2000 a la edad de 30 años, cuando estaba en el mejor momento de su carrera. Fue el jugador mejor pagado de los Pistons, pero tuvo extrañas relaciones con la organización y decidió irse (a pesar de los 5 años y 36,45 millones de dólares restantes de su contrato) antes de ser transferido.

## Estadísticas de su carrera en la NBA
|  | Denota temporada en la que fue Campeón de la NBA |

### Temporada regular
| Año     | Equipo      | PJ  | PT  | MPP  | %TC  | %3P  | %TL  | RPP | APP | ROB | TPP | PPP  |
| ------- | ----------- | --- | --- | ---- | ---- | ---- | ---- | --- | --- | --- | --- | ---- |
| 1991-92 | Orlando     | 48  | 2   | 18.9 | .528 | -    | .669 | 5.7 | .7  | .9  | 1.1 | 9.1  |
| 1992-93 | Orlando     | 21  | 0   | 11.4 | .513 | .000 | .800 | 2.7 | .2  | .7  | .8  | 4.6  |
| 1993-94 | Denver      | 80  | 1   | 18.8 | .541 | .000 | .649 | 5.6 | .6  | .6  | 1.1 | 8.0  |
| 1994-95 | Denver      | 63  | 10  | 20.0 | .589 | -    | .654 | 4.7 | .8  | .6  | .7  | 7.9  |
| 1995-96 | LA Clippers | 65  | 65  | 33.2 | .543 | .167 | .734 | 7.6 | 1.9 | 1.1 | .8  | 15.8 |
| 1996-97 | Chicago     | 9   | 0   | 15.3 | .413 | -    | .733 | 3.7 | 1.3 | .3  | .6  | 7.0  |
| 1997-98 | Detroit     | 78  | 78  | 33.6 | .511 | .333 | .707 | 8.9 | 1.2 | .9  | .7  | 16.2 |
| 1998-99 | Detroit     | 49  | 48  | 24.0 | .501 | .000 | .686 | 5.6 | 1.4 | .8  | .8  | 10.5 |
| Total   | Total       | 413 | 204 | 24.2 | .528 | .143 | .691 | 6.2 | 1.1 | .8  | .9  | 11.0 |

### Playoffs
| Año   | Equipo  | PJ | PT | MPP  | %TC  | %3P | %TL   | RPP | APP | ROB | TPP | PPP  |
| ----- | ------- | -- | -- | ---- | ---- | --- | ----- | --- | --- | --- | --- | ---- |
| 1994  | Denver  | 12 | 0  | 24.1 | .553 | -   | .659  | 7.4 | .9  | .3  | .9  | 9.3  |
| 1995  | Denver  | 3  | 0  | 14.7 | .556 | -   | 1.000 | 6.0 | .7  | .0  | .3  | 8.0  |
| 1997  | Chicago | 19 | 0  | 17.7 | .481 | -   | .516  | 3.7 | .6  | 1.0 | .4  | 6.1  |
| 1999  | Detroit | 5  | 5  | 24.4 | .600 | -   | .556  | 6.4 | .2  | .6  | .4  | 10.6 |
| Total | Total   | 39 | 5  | 20.3 | .529 | -   | .612  | 3.3 | .6  | .7  | .6  | 7.8  |

## Vida personal
Dele nació en Fresno, California, hijo de Patricia Phillips y del cantante Eugene "Geno" Williams Jr. del grupo musical The Platters. La pareja tuvo otro hijo, Kevin y se separó. Patricia volvió a casarse y crio a sus dos hijos en Fresno hasta que ese matrimonio terminó cuando Brian estaba en el primer ciclo de secundaria, mudándose a Las Vegas. Su padre falleció por cáncer de páncreas el 5 de agosto de 2008, a los 64 años, en Las Vegas.
Mantuvo una relación sentimental con Madonna durante su carrera como baloncestista.
Desde su retirada, pasaba mucho tiempo navegando en su catamarán.

### Desaparición en el Pacífico Sur
En julio de 2002, Dele y su novia, Serena Karlan, navegaron por el Pacífico Sur junto con el capitán francés Bertrand Saldo, en el catamarán de Dele, el Hakuna Matata. El hermano de Dele, Miles Dabord (nacido Kevin Williams), fue la única persona de este viaje que fue vista después del 8 de julio, las vacaciones eran en Tahití. Dele y Karlan habían mantenido contactos de forma regular, antes de los hechos, con sus bancos y con los miembros de su familia. El 20 de julio, Dabord estaba sólo cuando trajo el barco desde Tahití.
El 5 de septiembre, la policía usó una operación trampa, organizada por la familia de Dele y amigos, para detener a Dabord en Phoenix, Arizona. Dabord había falsificado la firma de su hermano para comprar monedas de oro por un monto de 152 000 $ usando el nombre de su hermano. Incluso usó el pasaporte de Dele como identificación. La policía mexicana encontró más tarde que Dabord se había hospedado en un hotel en Tijuana, México. Dos días antes, el Hakuna Matata, que había sido registrado en Tahití bajo otro nombre, fue encontrado en la costa de Tahití con su nombre anterior tapado y con agujeros de bala tapados. Al mismo tiempo, Dabord llamó a su madre, Patricia Phillips, diciéndole que él nunca haría daño a su hermano y que él no podría sobrevivir en prisión.
El FBI, se vio envuelto en la investigación junto con las autoridades francesas; finalmente concluyeron que Dele, Karlan y Saldo, probablemente, fueron asesinados y tirados fuera del barco por Dabord. Los cuerpos probablemente estarían perdidos en el fondo del Océano Pacífico.
Dabord, la única y mayor fuente de información considerando el caso, se administró intencionadamente una sobredosis de insulina que lo sumió en un estado de coma. El 27 de septiembre de 2002 murió en un hospital de California. Después del suicidio de Dabord, la policía no esperó conseguir mucho más sobre este caso.
Dabord y Dele frecuentemente se llevaban mal entre ellos. Después de la muerte de Dabord, su abogado y mejor amigo de toda la vida, Paul White, fue cuestionado por poseer, presuntamente, información sobre lo que pasó. Dabord había dicho que él sabía seguro que Dele y Karlan estaban en la Polinesia Francesa.